# Listă de actori nord-irlandezi
 Aceasta este o listă de actori și actrițe din Irlanda de Nord.
Cuprins: Început - 0–9 A B C D E F G H I J K L M N O P Q R S T U V W X Y Z

## A
- Max Adrian[1]

## B

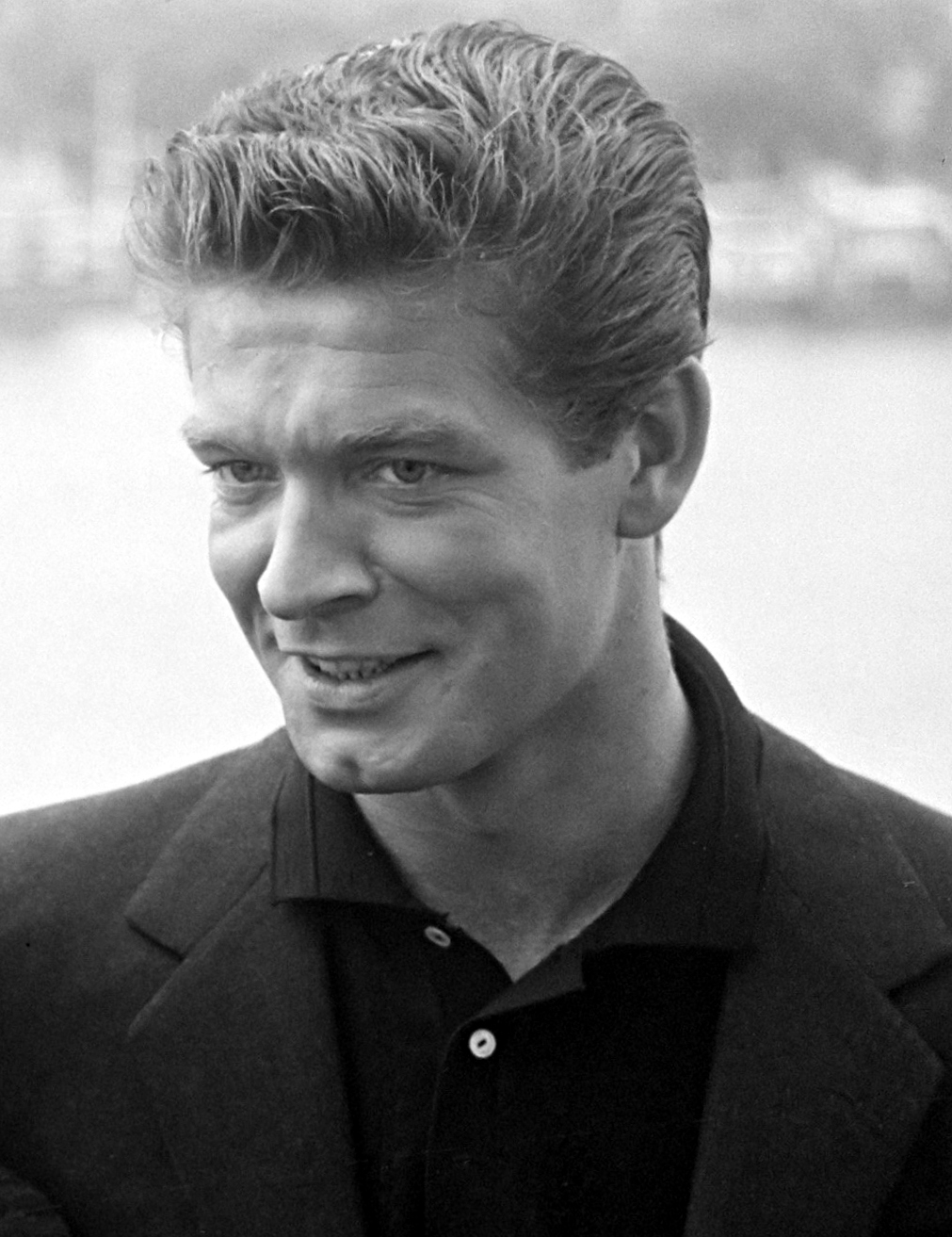
Stephen Boyd în 1961

- Ian Beattie
- Colin Blakely
- Stephen Boyd[2]
- Anthony Boyle
- Kenneth Branagh
- Bríd Brennan
- Shane Brolly
- Rosena Brown

## C
- Antonia Campbell-Hughes
- Beatrice Campbell
- Clare Cathcart
- Kiera Chaplin
- Warren Christie
- Michael Colgan (actor)
- Michael Condron
- Colin Connor (actor)
- Terence Cooper

## D
- Damien Denny
- Richard Dormer
- Jamie Dornan
- Adrian Dunbar

## F
- Michelle Fairley
- Fra Fee

## G
- Bronagh Gallagher
- Harold Goldblatt
- Pauline Goldsmith
- Stuart Graham (actor)

## H
- Stephen Hagan (actor)
- Jonathan Harden
- Karen Hassan
- Denys Hawthorne
- Conleth Hill
- Ciarán Hinds
- Lisa Hogg
- Gerald Home
- Geraldine Hughes
- David Hurst

## J
- Gerard Jordan
- Marie Jones

## K
- Valene Kane
- Emma Kearney (actriță)

## L
- Charles Lawson
- Michael Legge (actor)
- John Lynch (actor)
- Susan Lynch

## M

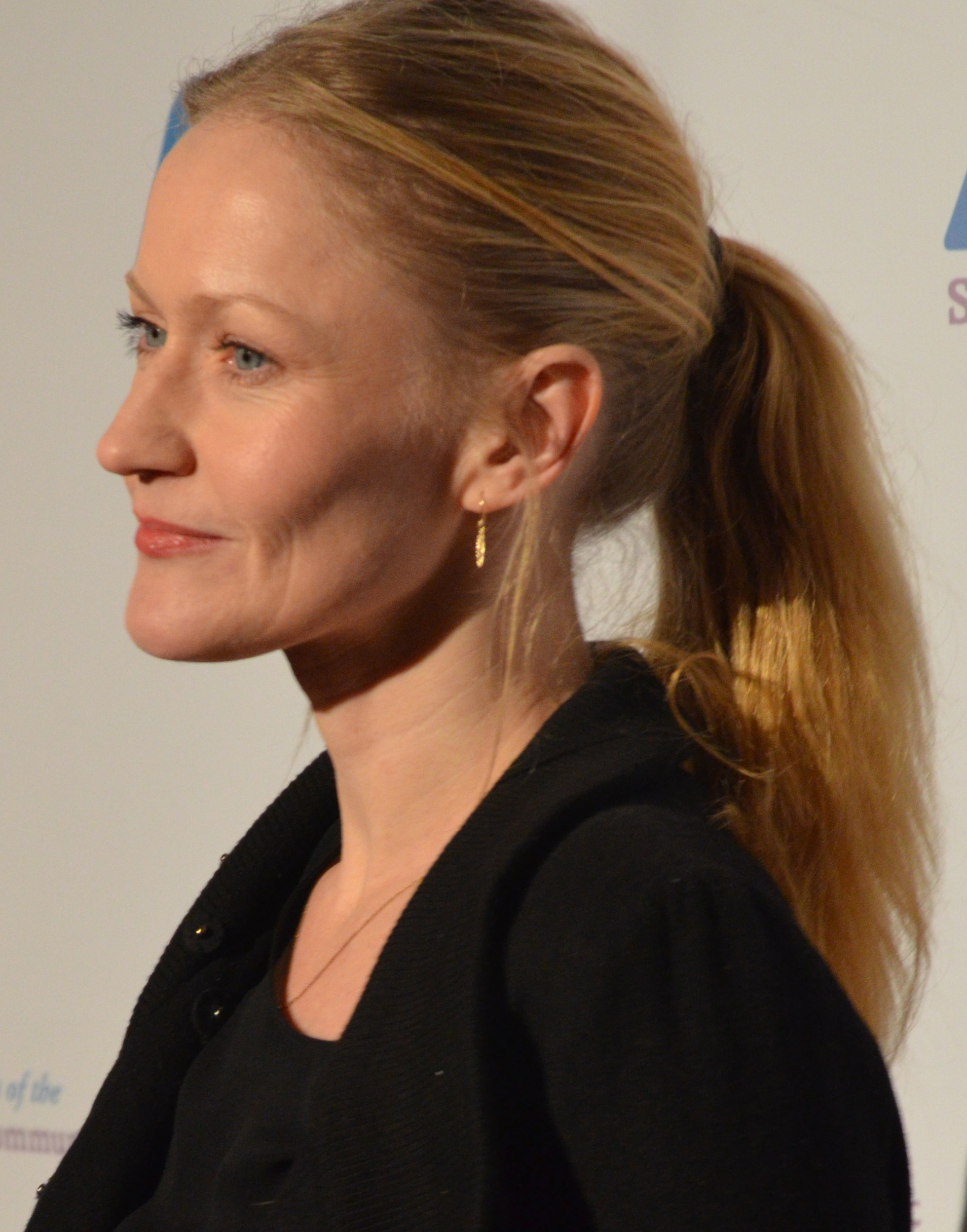
Paula Malcomson în 2013

- Moyna Macgill[3][4]
- Conor MacNeill
- Patrick Magee (actor)
- Paula Malcomson
- Martin McCann (actor)
- Gerard McCarthy
- Aislín McGuckin
- Ian McElhinney
- Nuala McKeever
- Siobhán McKenna
- Liam McMahon
- Ciarán McMenamin
- Gerard McSorley
- Brian Milligan
- Madhur Mittal
- Flora Montgomery
- Colin Morgan
- Declan Mulholland
- Colin Murphy (comic)
- Gerard Murphy (actor)
- J. J. Murphy (actor)
- Jenn Murray

## N
- Liam Neeson
- Sam Neill
- James Nesbitt

## O
- Damian O'Hare
- Patrick O'Kane
- Tara Lynne O'Neill
- Owen O'Neill
- Geraldine O'Rawe

## P

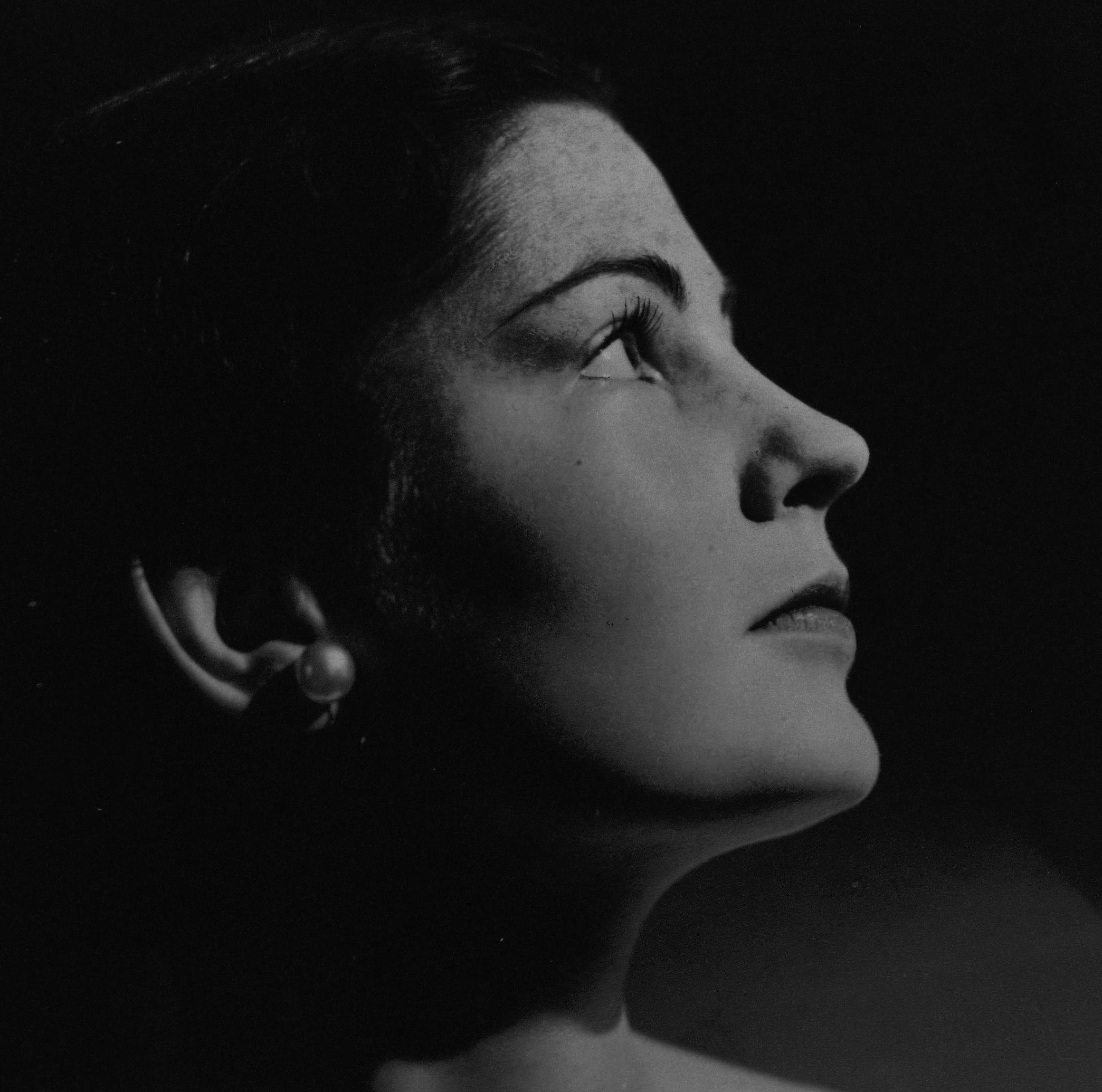
Micheline Patton

- Harish Patel
- Chris Patrick-Simpson
- Micheline Patton
- Ben Peel
- Eileen Percy[5][6]

## Q
- Patricia Quinn

## R
- Claire Rafferty (actriță)
- Stephen Rea
- Maxwell Reed
- Lalor Roddy
- Brian Rooney (actor)
- Mark Ryder

## S
- Harold Siddons
- Andrew Simpson (actor)
- Michael Smiley
- Birdy Sweeney

## T
- Bronágh Taggart
- Derek Thompson (actor)
- Harry Towb
- Austin Trevor
- Zara Turner

## W

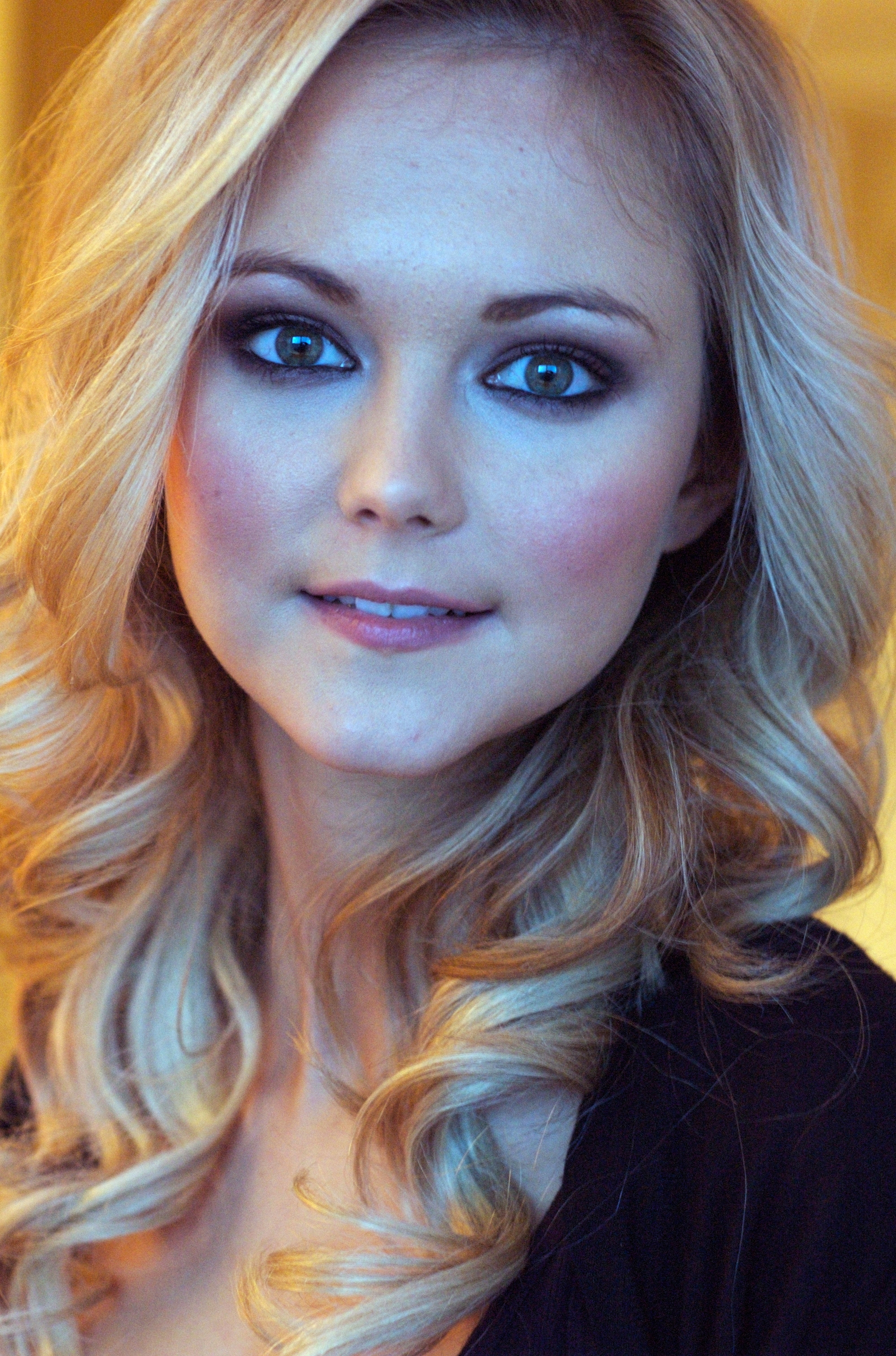
Jayne Wisener

- Glen Wallace
- Bronagh Waugh
- Jayne Wisener

## Vezi și
- Listă de actori britanici